# 中島村 (埼玉県)
中島村（なかじまむら）は、埼玉県北埼玉郡に存在した村。現在の羽生市の東北自動車道羽生インターチェンジ付近に位置する。

## 歴史

### 村名の由来
旧村名の中手子林、北荻島からの合成地名。

### 沿革
- 1901年（明治34年）10月25日 - 中島組合村（町村組合）を結成していた北荻島村、中手子林村が合併して発足。
- 1943年（昭和18年）2月1日 - 手子林村に編入。同日中島村廃止。